# Württemberg-Winnental
Württemberg-Winnental ist eine Seitenlinie des Hauses Württemberg. Sie hatte ihren Sitz im Schloss Winnental in Winnenden.

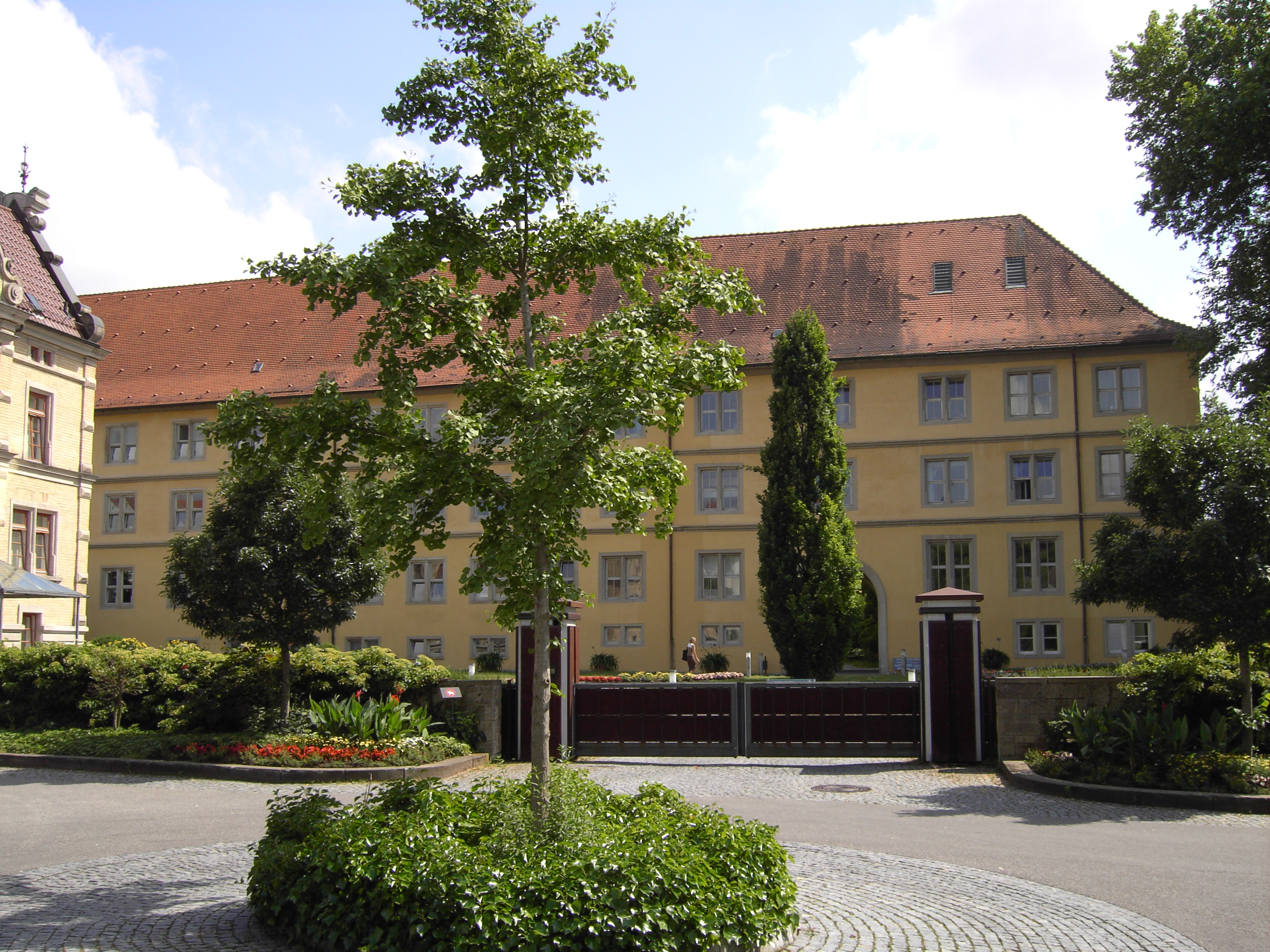
Schloss Winnental in Winnenden

## Geschichte
Herzog Eberhard III. von Württemberg hatte unmittelbar vor seinem Tod verfügt, dass jeder seiner nachgeborenen Söhne eine eigene fürstliche Residenz und ein Paragium erhalten solle. Sein dritter Sohn Friedrich Carl sollte das Schloss Winnental erhalten. Damit begründete Friedrich Carl die Seitenlinie Württemberg-Winnental. Im Alter von 25 Jahren traten für ihn die Bestimmungen seines Vaters in Kraft.
Die Linie wurde zur neuen Hauptlinie, als der Sohn Friedrich Carls, Carl Alexander, im Jahr 1733 die Erbfolge der vormaligen Hauptlinie Württemberg antrat. Von der Linie Winnental stammen alle heute existierenden Linien und Mitglieder des Hauses Württemberg ab (vgl. Stammliste des Hauses Württemberg).